# Oxtjärnen (Karlanda socken, Värmland)
Oxtjärnen är en sjö i Årjängs kommun i Värmland och ingår i Göta älvs huvudavrinningsområde. Sjöns area är 0,025 kvadratkilometer och den befinner sig 194 meter över havet.